# Total Thrash – The Teutonic Story
Total Thrash – The Teutonic Story ist ein Dokumentarfilm von Daniel Hofmann über die Entwicklung des Thrash Metal in Deutschland.

## Handlung
Der Film beginnt im Ruhrgebiet der 1980er Jahre und erzählt von da aus durch die Beiträge von Zeitzeugen die Entstehung des Thrash Metal in seiner Hochzeit.
Nach einem Blick in die Thrash Metal Szene der DDR begleitet der Film das Subgenre weiter durch die eher weniger erfolgreichen 1990er-Jahre und blickt zuletzt mit dem Neo-Thrash der 2000er-Jahre in die Zukunft des einst so erfolgreichen Genre.

## Produktion
Laut Regisseur Daniel Hofmann stand seit 2019 die Idee im Raum einen Film über die Entstehungsgeschichte der Bands Destruction, Kreator, Tankard und Sodom zu machen. Nach einigen Misserfolgen und durch die Unterstützung einiger Sponsoren schaffte er es letztlich doch in den Folgejahren Total Thrash fertigzustellen.
Die Premiere fand unter Anwesenheit vieler Prominenter aus der Szene am 31. Mai 2022 in der Lichtburg Essen statt.

## Rezeption
Der Autor Haimaxia von undergrounded.de schreibt über den Film:
"Oft wird der Metal-Szene ein schier unbändiger Zusammenhalt nachgesagt, der keine Grenzen kenne - im Thrash Metal-Genre ist das augenscheinlich mehr als treffend. "Total Thrash-The Teutonic Story" ist ein Film, der nicht nur geneigten Hörern der Musik einige Mosaiksteinchen an Wissen über die Szene mehr einbringt, sondern auch den Funken überspringen lassen kann, wenn man sonst eher in anderen Genres verwurzelt ist. Was Regisseur Daniel Hofmann und seinem Team hier gelungen ist, ist eine herzliche, mit Selbstironie gespickte Fan-Hommage an die deutschen Bands, die das Genre geprägt haben - aber immer auf qualitativ hohem Niveau und keineswegs amateurhaft. Hier wurde ein Stück Musikgeschichte festgehalten. Ein Muss, wenn man im Thrash Metal zu Hause ist, aber eine ganz klare Empfehlung, wenn man das nicht ist!"